# Milorad Reljić
Milorad Reljić (* 5. Mai 1945 in Jugoslawien) ist ein ehemaliger kroatischer Handballspieler und -trainer. Der gebürtige Jugoslawe trainierte die SG Dietzenbach und den TSV Grün-Weiß Dankersen in der Herren-Bundesliga sowie den TSV Bayer 04 Leverkusen in der Frauen-Bundesliga.

## Laufbahn
Reljić spielte in Jugoslawien unter anderem für Dinamo Pančevo und in Portugal für den FC Porto. Danach siedelte er nach Deutschland über und spielte noch für den VfL Heppenheim und die SG Dietzenbach.
Der Diplom-Sportlehrer, der seit 1987 im Besitz der Trainer-A-Lizenz ist, begann seine Trainer-Laufbahn 1976 in Dietzenbach und hatte mit seiner Mannschaft direkt das Ausscheidungsspiel zur Teilnahme am DHB-Pokal 1976 zu bestreiten. Nach einem 22:19-Sieg gegen die TSG Haßloch folgte im Finale eine knappe 12:13-Niederlage gegen den TSV Grün-Weiß Dankersen. Es folgten die Stationen VTB Altjührden, TuS Griesheim, erneut Dietzenbach und wieder Griesheim, bis es ihn in die Schweiz zum TV Zofingen zog. Nach seiner Entlassung wechselte er direkt zum SC Saargold Lisdorf, mit dem er den Klassenerhalt in der 2. Bundesliga sichern konnte. Im Folgejahr folgte jedoch der Abstieg und Reljić wechselte 1985 zum Bundesligisten TSV Grün-Weiß Dankersen. Nach sieben Niederlagen in den ersten sieben Saisonspielen wurde er im Oktober jedoch entlassen und wechselte innerhalb Mindens zum Frauen-Zweitligisten TuS Eintracht Minden, die er zum Klassenerhalt führte. Danach trainierte er die TV Groß-Rohrheim, den TV Gelnhausen sowie die Frauen der DJK Schwarz-Weiß Wiesbaden, mit denen er den Bundesliga-Aufstieg knapp verpasste. Durch seinen Wechsel zum TSV Bayer 04 Leverkusen war er in der nachfolgenden Saison dennoch in der höchsten Spielklasse vertreten. Im März 1992 wurde Reljić entlassen. Nach einem Engagement beim SC Cottbus wurde er 2001 von Zweitligist HC Empor Rostock angestellt. Im Januar 2003 trennte sich der Verein von ihm. Im Januar 2011 übernahm er zum zweiten Mal den TV Groß-Rohrheim für einige Monate und im November 2011 für zwei Spiele den österreichischen Frauen-Erstligisten SSV Dornbirn Schoren.
Zwischenzeitlich war er auch Trainer am Handball-Leistungszentrum Bergstraße.
Reljić ist mit einer deutschen Frau verheiratet und hat zwei Kinder. In der Saison 2013/14 war er zudem Athletik-Trainer der Basketballer des VfL Bensheim.